# Athanasios Kōstoulas
Athanasios Kōstoulas, detto Thanasīs (in greco: Αθανάσιος "Θανάσης" Kωστούλας; Volo, 24 marzo 1976), è un ex calciatore greco, di ruolo difensore.

## Biografia
Suo figlio Charalampos è a sua volta calciatore professionista.

## Carriera

### Club
Ha giocato nella prima divisione greca.

### Nazionale
Nel 1998 ha partecipato agli Europei Under-21.
Nel 2001 ha giocato 2 partite nella nazionale maggiore greca.

## Statistiche

### Cronologia presenze e reti in nazionale
| Cronologia completa delle presenze e delle reti in nazionale ― Grecia | Cronologia completa delle presenze e delle reti in nazionale ― Grecia | Cronologia completa delle presenze e delle reti in nazionale ― Grecia | Cronologia completa delle presenze e delle reti in nazionale ― Grecia | Cronologia completa delle presenze e delle reti in nazionale ― Grecia | Cronologia completa delle presenze e delle reti in nazionale ― Grecia | Cronologia completa delle presenze e delle reti in nazionale ― Grecia | Cronologia completa delle presenze e delle reti in nazionale ― Grecia |
| Data                                                                  | Città                                                                 | In casa                                                               | Risultato                                                             | Ospiti                                                                | Competizione                                                          | Reti                                                                  | Note                                                                  |
| --------------------------------------------------------------------- | --------------------------------------------------------------------- | --------------------------------------------------------------------- | --------------------------------------------------------------------- | --------------------------------------------------------------------- | --------------------------------------------------------------------- | --------------------------------------------------------------------- | --------------------------------------------------------------------- |
| 28-3-2001                                                             | Atene                                                                 | Grecia                                                                | 2 – 4                                                                 | Germania                                                              | Qual. Mondiali 2002                                                   | -                                                                     | 35’                                                                   |
| 25-4-2001                                                             | Varaždin                                                              | Croazia                                                               | 2 – 2                                                                 | Grecia                                                                | Amichevole                                                            | -                                                                     | 71’                                                                   |
| Totale                                                                |                                                                       | Presenze                                                              | 2                                                                     |                                                                       | Reti                                                                  | 0                                                                     |                                                                       |

## Palmarès

### Club

#### Competizioni nazionali
- Campionato greco: 7

Olympiakos: 1999-2000, 2000-2001, 2001-2002, 2002-2003, 2004-2005, 2004-2005, 2005-2006, 2006-2007
- Coppa di Grecia: 2

Olympiakos: 2004-2005, 2005-2006